# Förgätmigejordningen
Förgätmigejordningen (Boraginales) är en ordning med blommande växter som omfattar omrkring 125 släkten  och 2700 arter. Olika auktoriteter placerar antingen dessa släkten i den gemensamma familjen Boraginaceae, eller delar upp ordningen i upp till elva familjer. Ordningens örter, buskar, träd och lianer förekommer över hela världen.

## Systematik

### Historia
Klassificeringen av växter inom det som idag definieras som förgätmigejordningen dateras tillbaka till Genera plantarum (1789) när Antoine-Laurent de Jussieu namngav en grupp växter som Boragineae, som omfattade släktet Borago, vilket nu är ordningens typsläkte. Den första giltiga beskrivningen gjordes dock av Friedrich von Berchtold och Jan Svatopluk Presl (1820), varför dess auktorsnamn är Juss . ex Bercht. & J.Presl, där "ex" hänvisar till Jussieus tidigare auktoritet. Lindley (1853) ändrade namnet på familjen till det moderna Boraginaceae.
Jussieu delade in Boragineae i fem grupper. Sedan dess har Boraginaceae behandlats antingen som en stor familj med flera underfamiljer, eller som en mindre familj med flera närbesläktade familjer. Familjen har tidigare placerats inom ett antal ordningar, men 1926 upprättade John Hutchinson den nya ordningen Boraginales, som inkluderade Boraginaceae.
Även om ordningen Boraginales har ingått i ett antal taxonomiska klassificeringar, inklusive Dahlgren (1980), Takhtajan (1997) och Kubitzki (2016) , erkändes den inte av någion av de  två stora systemen, det vill säga Cronquistsystemet och APG-systemet. I Cronquistsystemet placerades Boraginaceae (inklusive Cordiaceae, Ehretiaceae och Heliotropiaceae) och Lennoaceae i ordningen Lamiales, medan besläktade Hydrophyllaceae placerades i Solanales.
APG-systemet behandlade istället Boraginaceae (Boraginaceae s.l.), som ett större taxa och lät det omfatta de traditionellt erkända familjerna Hydrophyllaceae och Lennoaceae, baserat på nyare molekylära fylogenier som indikerar att Boraginaceae, så som det traditionellt har definierats, är parafyletisk med dessa två familjer. APG III inkluderade Boraginaceae i Euasteridae I-kladen men denna familj förblev annars oplacerad. Dess exakta förhållande till andra familjer i Euasteridae I-gruppen förblev oklart. I en fylogenetisk studie av DNA-sekvenser med utvalda gener, blev löstningen att Boraginales kunde behandlas som Systertaxon till Lamiales sensu APG, men det resultatet hade bara 65 % maximal sannolikhet.
I APG IV-systemet från 2016 behandlas Boraginales istället som en ordning som endast omfattar familjen Boraginaceae, och som inkluderar den tidigare familjen Codonaceae. Vid tidpunkten för APG IV fanns det inte tillräckligt stöd för att dela upp denna monofyletiska grupp ytterligare.

### Arbetsgruppen Boraginales (Boraginales Working Group)
Efter publiceringen av APG IV bildades en samarbetsgrupp som kallades Boraginales Working Group, som publicerade en alternativ taxonomi baserad på de fylogenetiska förhållandena inom Boraginaceae s.l.. Denna klassificering delade upp ordningen i elva familjer, inklusive: Boraginaceae s.s. eller s.str., Cordiaceae, Ehretiaceae, Heliotropiaceae och Hydrophyllaceae. Ett antal av dessa omfattade bara ett släkte. Boraginaceae är svår att karakterisera morfologiskt om den omfattar släktena Codon och  Wellstedia. Codon betraktades länge som en ovanlig medlem av Hydrophyllaceae, men 1998 visade en molekylär fylogenetisk studie att den är närmare Boraginaceae, varför både Codon och Wellstedia placerades i de egna familjerna Codonaceae och
Wellstediaceae.
De båda klorofyllösa obligata parasittaxonen Lennoa och Pholisma betraktades en gång som familjen Lennoaceae, men det är numera känt att de bildar en klad inom Ehretiaceae. Vissa studier har visat att Hydrophyllaceae är parafyletisk om tribuset Nameae ingår i den, men ytterligare studier kommer behövas för att lösa detta problem.
Inkluderandet av släktet Hoplestigma i Boraginales har ifrågasatts tills en kladistisk studie 2014 bekräftade antagande. Hoplestigma är systertaxon till Cordiaceae och det har rekommenderats att det senare taxonet ska omfatta den.
Hydrolea antogs höra hemma i Hydrophyllaceae i mer än ett sekel efter att den placerades där av Asa Gray, men den placeras numera i ordningen Solanales som syster till Sphenoclea.
Pteleocarpa betraktades länge som en anomali, och placerades vanligtvis med tveksamhet i Boraginales. Molekylära studier har visat att den med största sannolikhet är syster till Gelsemiaceae, och den familjen har utökats för att omfatta taxonet.